# Coenotephria pallidaria
Coenotephria pallidaria är en fjärilsart som beskrevs av Swinhoe 1893. Coenotephria pallidaria ingår i släktet Coenotephria och familjen mätare. Inga underarter finns listade i Catalogue of Life.